# Conophytum caroli
Conophytum caroli är en isörtsväxtart som beskrevs av Lavis. Conophytum caroli ingår i släktet Conophytum, och familjen isörtsväxter. Inga underarter finns listade i Catalogue of Life.